# Heksaedrit
Heksaedrit je vrsta kovinskega meteorita. 

Heksaedriti so sestavljeni v glavnem iz zlitine niklja in železa, ki se imenuje kamacit. Kristali kamacita imajo obliko kocke (heksaeder), ki jim daje ime. Vsebujejo nižjo količino niklja kot oktaedriti. 

Če površino heksaedrita jedkamo s kislino in nato spoliramo, na njej ne vidimo  Widmanstättenovega vzorca. Pogosto pa se vidijo Neumannove črte. To so skupine vzporednih črt, ki se sekajo pod različnimi koti. Kažejo na to, da je starševsko telo doživelo udarec drugega nebesnega telesa. 

## Razdelitev heksaedritov po kemični sestavi
Po kemični sestavi razdelimo heksaedrite na dve skupini: 
- IIAB železovi meteoriti (vključenih je tudi nekaj oktaedritov)
- IIG železov meteorit (vključenih je tudi nekaj oktaedritov)